# Festival du film d'El Gouna
Le Festival du film d'El Gouna (مهرجان الجونة السينمائي) est un festival de cinéma annuel créé en 2017, qui se tient dans la station balnéaire d'El Gouna, en Égypte, sur la mer Rouge,,,. Ce festival d'El Gouna met naturellement en exergue son site : une station balnéaire sortie du désert il y a près de trente ans, avec hôtels 5 étoiles, villas luxueuses, aéroport privé, golf, centres commerciaux et yachts mouillent dans une marina. Cette station balnéaire a été édifiée par les frères Sawiris, des hommes d'affaires fortunés égyptiens.
Héritiers d'un conglomérat fondé par leur père, Onsi Sawiris, ces trois milliardaires coptes, Naguib Sawiris, Samih Sawiris et Nassef Sawiris, ont fait fructifier leurs affaires, respectivement dans les télécoms, le tourisme et le bâtiment.
Si l’idée de fonder un festival de cinéma à El Gouna revient à l’aîné, Naguib, c’est le cadet, Samih, qui en a pris ensuite la direction. Le premier festival a débuté le 22 septembre 2017,,. Ce festival tente de devenir un événement incontournable dans la galaxie des festivals de cinéma du monde arabe, en concurrence avec ceux de Marrakech, du Caire, d’Abou Dhabi et du Festival international du film de la Mer Rouge, situé également le long de la Mer Rouge mais en 
Arabie saoudite et non en Egypte, à Djeddah.